# 摂津国人一揆
摂津国人一揆（せっつこくじんいっき）は、文明11年（1479年）から同14年（1482年）にかけて摂津国北東部（上郡）の国人が起こした国人一揆である。
摂津国は室町幕府の管領を務める細川氏京兆家（宗家）が守護を務めていたが、京都と西国及び大陸を結ぶ海陸の交通上の要所であるというその重要性から各地に分郡守護が配置されており、実際に細川氏京兆家による支配が可能であったのは上郡（かみのこおり）と称された島上郡・島下郡のほぼ全域および、下郡（しものこおり）と称された豊島郡・川辺郡南部・武庫郡・菟原郡・八部郡の各郡に限定されていた。
応仁の乱最中の文明5年（1473年）に細川勝元が死去して7歳の政元が後を継ぐと、幼い当主を巡って内衆（京兆家家臣団）の間で主導権争いが生じたが、次第に四国出身の内衆が政元を補佐する体制が固まっていき、摂津守護代は四国系の薬師寺氏が占めて摂津国人系の内衆は細川氏京兆家の中枢から排除されるようになった。やがて、摂津の国人は四国系内衆との対抗上、勢力拡大のために荘園の押領に乗り出していった。やがて彼らは一揆を結び「摂州ハ平均ニ寺社本所不可沙汰之由、国人等一決了」を宣言し、寺社本所領における荘園領主の権限を否定するようになった。ただし、細川氏傘下の摂津の国人でもこの一揆に参加したのが記録上直接確認できるのは茨木氏と吹田氏のみ、この一揆を機に記録への登場が減少する三宅氏や芥川氏の参加が推定できるのみで、その地域は上郡に限定される。これに対して池田氏などの下郡を拠点とした国人の参加は確認できないことに注意が必要とする。
寺社本所領の維持を方針としてきた細川政元は守護代の薬師寺元長に一揆の鎮圧を指示し、元長はこれを摂津国人を潰す好機として徹底的に弾圧した。政元も鎮圧後に京都での室町幕府管領の職務を行いながら度々上郡に下向し、延徳2年（1490年）には芥川氏の本拠地であった芥川城に新たな城を構築して能勢氏を守将とし、自らの摂津における拠点としている。